# Szaisúheiki, kimi
A Szaisúheiki, kimi (最終兵器、君; Hepburn: Saishūheiki, kimi, ’Te vagy a végső fegyver’) a Scandal japán pop-rock együttes harmadik digitális kislemeze, amely 2019. november 6-án jelent meg a Her gondozásában. A kiadvány a századik helyezést érte el az Billboard Japan heti digitális daleladási listáján.

## Háttér
A dalt 2019. november 5-én a J-Wave Groove Line Z című rádióműsorában jelentette be az együttes frontembere, Haruna, a dal premierje is itt volt. A dal és annak videoklipje egy nappal később, 2019. november 6-án jelent meg digitális úton.
A dal videoklipjét motherfucko rendezte, és az ivaki Helena Resorts Iwaki Berdehouse és az icsikavai Daikin Garden épületében forgatták.
2019. november 1–4. között több a videoklip helyszínén készült fényképet is feltöltöttek az együttes Facebook-oldalára.

## Számlista
| 1.   | Szaisúheiki, kimi (最終兵器、君; Hepburn: Saiushūheiki, kimi, ’Te vagy a végső fegyver’) | Rina | Mami | Mami | 3:53 |
| 3:53 |                                                                                          |      |      |      |      |